# Yousef Zayed
Yousef Zayed (2 de setembro de 1978) é um futebolista profissional kuwaitiano que atua como meia.

## Carreira
Yousef Zayed representou a Seleção Kuwaitiana de Futebol, nas Olimpíadas de 2000. 